# Prêmios Globo de Ouro de 2008
A 65.ª cerimônia de entrega dos Prêmios Globo de Ouro (no original, em inglês, 65th Golden Globe Awards) premiou os melhores profissionais de cinema e televisão, filmes e programas televisivos de 2007. Os candidatos nas diversas categorias foram escolhidos pela Associação de Imprensa Estrangeira de Hollywood (AIEH) e anunciados em 13 de dezembro de 2007.
O filme Atonement recebeu o maior número de indicações (7), mas venceu apenas em duas categorias: Melhor Filme Dramático e Melhor Banda Sonora Original. Também foram duplamente vencedores os filmes No Country for Old Men (Melhor Roteiro e Melhor Ator Secundário, para os Irmãos Coen e Javier Bardem), Sweeney Todd: The Demon Barber of Fleet Street (Melhor Filme de Comédia ou Musical e Melhor Ator em Filme de Comédia ou Musical, para Johnny Depp) e Le Scaphandre et le Papillon (Melhor Filme em Língua Estrangeira e Melhor Diretor, para Julian Schnabel). Referente a televisão, o telefilme Longford foi o mais indicado (4 categorias, mesmo número de Damages) e também o maior vencedor, ao angariar 3 prêmios: Melhor Minissérie ou Telefilme, Melhor Ator em Minissérie ou Telefilme (Jim Broadbent) e Melhor Atriz Secundária (Samantha Morton).
A cerimônia ocorreria no dia 13 de janeiro de 2008, em Los Angeles com transmissão pelo canal NBC, mas foi cancelada devido à greve dos roteiristas. Os vencedores foram anunciados numa pequena conferência de imprensa apresentada por jornalistas membros da Associação de Imprensa Estrangeira de Hollywood no dia 13 de janeiro de 2008. Foi a primeira vez em sessenta e cinco anos de premiação que a tradicional cerimônia televisiva não ocorreu.

## Indicados e vencedores
Os indicados e vencedores (em negrito) foram:

### Cinema
| Melhor Filme de Drama Atonement - Michael Clayton - Eastern Promises - American Gangster - The Great Debaters - There Will Be Blood - No Country for Old Men | Melhor Filme de Comédia ou Musical Sweeney Todd: The Demon Barber of Fleet Street - Charlie Wilson's War - Across the Universe - Hairspray - Juno |
| Melhor Ator em Filme de Drama Daniel Day-Lewis como Daniel Plainview – There Will Be Blood - James McAvoy como Robbie Turner – Atonement - George Clooney como Michael Clayton – Michael Clayton - Viggo Mortensen como Nikolai Luzhin – Eastern Promises - Denzel Washington como Frank Lucas – American Gangster                                                                               | Melhor Atriz em Filme de Drama Julie Christie como Fiona Anderson – Away from Her - Jodie Foster como Erica Bain – The Brave One - Angelina Jolie como Mariane Pearl – A Mighty Heart - Cate Blanchett como Elizabeth I – Elizabeth: The Golden Age - Keira Knightley como Cecilia Tallis – Atonement                  |
| Melhor Ator em Filme de Comédia ou Musical Johnny Depp como Benjamin Barker / Sweeney Todd – Sweeney Todd: The Demon Barber of Fleet Street - Tom Hanks como Charlie Wilson – Charlie Wilson's War - Ryan Gosling como Lars Lindstrom – Lars and the Real Girl - John C. Reilly como Dewford "Dewey" Cox – Walk Hard: The Dewey Cox Story - Philip Seymour Hoffman como Jon Savage – The Savages | Melhor Atriz em Filme de Comédia ou Musical Marion Cotillard como Édith Piaf – La môme - Nikki Blonsky como Tracy Edna Turnblad – Hairspray - Amy Adams como Giselle – Enchanted - Ellen Page como Juno MacGuff – Juno - Helena Bonham Carter como Sra. Nellie Lovett – Sweeney Todd: The Demon Barber of Fleet Street |
| Melhor Ator Secundário em Cinema Javier Bardem como Anton Chigurh – No Country for Old Men - John Travolta como Edna Turnblad – Hairspray - Casey Affleck como Robert Ford – The Assassination of Jesse James by the Coward Robert Ford - Tom Wilkinson como Arthur Edens – Michael Clayton - Philip Seymour Hoffman como Gust Avrakotos – Charlie Wilson's War                                  | Melhor Atriz Secundária em Cinema Cate Blanchett como Jude Quinn – I'm Not There - Julia Roberts como Joanne Herring – Charlie Wilson's War - Tilda Swinton como Karen Crowder – Michael Clayton - Amy Ryan como Helene McCready – Gone Baby Gone - Saoirse Ronan como Briony Tallis – Atonement                       |
| Melhor Diretor Julian Schnabel por Le Scaphandre et le Papillon - Ridley Scott por American Gangster - Joe Wright por Atonement - Tim Burton por Sweeney Todd: The Demon Barber of Fleet Street - Joel e Ethan Coen por No Country for Old Men | Melhor Roteiro Joel e Ethan Coen por No Country for Old Men - Christopher Hampton por Atonement - Ronald Harwood por The Diving Bell and the Butterfly - Aaron Sorkin por Charlie Wilson's War - Diablo Cody por Juno                                                                                                  |
| Melhor Canção original "Guaranteed", interpretada por Eddie Vedder – Into the Wild - "Despedida", interpretada por Shakira – Love in the Time of Cholera - "Grace Is Gone", interpretada por Jamie Cullum – Grace Is Gone - "That's How You Know", interpretada por Amy Adams – Enchanted - "Walk Hard", interpretada por John C. Reilly – Walk Hard: The Dewey Cox Story                        | Melhor Banda Sonora Original Dario Marianelli por Atonement - Howard Shore por Eastern Promises - Clint Eastwood por Grace Is Gone - Alberto Iglesias por The Kite Runner - Michael Brook, Kaki King, Eddie Vedder por Into the Wild                                                                                   |
| Melhor Filme em Língua Estrangeira Le Scaphandre et le Papillon; França e Estados Unidos – Julian Schnabel - 4 luni, 3 săptămâni şi 2 zile; Romênia – Cristian Mungiu - The Kite Runner; Estados Unidos – Marc Foster - Se, jie; Taiwan – Ang Lee - Persepolis; França – Marjane Satrapi e Vincent Paronnaud                                                                                     | Melhor Filme de Animação Ratatouille – Brad Bird - Bee Movie – Steve Hickner e Simon J. Scomum - The Simpsons Movie – David Silverman |

### Televisão
| Melhor Série Dramática Mad Men (AMC) - House (Fox) - Big Love (HBO) - Damages (FX) - The Tudors (Showtime) - Grey's Anatomy (ABC) | Melhor Série de Comédia ou Musical Extras (HBO) - 30 Rock (NBC) - Entourage (HBO) - Californication (Showtime) - Pushing Daisies (ABC) |
| Melhor Ator em Série Dramática Jon Hamm como Don Draper – Mad Men (AMC) - Bill Paxton como Bill Henrickson – Big Love (HBO) - Hugh Laurie como Gregory House – House (Fox) - Michael C. Hall como Dexter Morgan – Dexter (Showtime) - Jonathan Rhys Meyers como Henrique VIII – The Tudors (Showtime)                                                                                              | Melhor Atriz em Série Dramática Glenn Close como Patricia "Patty" Hewes – Damages (FX) - Sally Field como Nora Walker – Brothers & Sisters (ABC) - Edie Falco como Carmela Soprano – The Sopranos (HBO) - Holly Hunter como Grace Hanadarko – Saving Grace (TNT) - Minnie Driver como Dahlia Malloy – The Riches (FX) - Kyra Sedgwick como Brenda Leigh Johnson – The Closer (TNT) - Patricia Arquette como Allison DuBois – Medium (NBC) |
| Melhor Ator em Série de Comédia ou Musical David Duchovny como Hank Moody – Califonication (Showtime) - Ricky Gervais como Andy Millman – Extras (HBO) - Alec Baldwin como Jack Donaghy – 30 Rock (NBC) - Steve Carell como Michael Scott – The Office (NBC) - Lee Pace como Ned – Pushing Daisies (ABC)                                                                                           | Melhor Atriz em Série de Comédia ou Musical Tina Fey como Liz Lemon – 30 Rock (NBC) - Anna Friel como Chuck Charles – Pushing Daisies (ABC) - America Ferrera como Betty Suarez – Ugly Betty (ABC) - Christina Applegate como Sam Newly – Samantha Who? (ABC) - Mary-Louise Parker como Nancy Botwin – Weeds (Showtime) |
| Melhor Ator em Minissérie ou Telefilme Jim Broadbent como Frank Pakenham, Lord Longford – Longford (HBO) - Adam Beach como Charles Eastman – Bury My Heart at Wounded Knee (HBO) - Ernest Borgnine como Bert O'Riley – A Grandpa for Christmas (Hallmark Channel) - Jason Isaacs como Sir Mark Brydon – The State Within (BBC America) - James Nesbitt como Dr. Tom Jackman – Jekyll (BBC America) | Melhor Atriz em Minissérie ou Telefilme Queen Latifah como Ana Wallace – Life Support (HBO) - Ruth Wilson como Jane Eyre – Jane Eyre (PBS) - Sissy Spacek como Josie Cahill – Pictures of Hollis Woods (CBS) - Debra Messing como Molly Kagan – The Starter Wife (USA Network) - Bryce Dallas Howard como Rosalind – As You Like It (HBO)                                                                                                 |
| Melhor Ator Secundário em Televisão Jeremy Piven como Ari Gold – Entourage (HBO) - Kevin Dillon como Johnny "Drama" Chase – Entourage (HBO) - Andy Serkis como Ian Brady – Longford (HBO) - Ted Danson como Arthur Frobisher – Damages (FX) - William Shatner como Denny Crane – Boston Legal (ABC) - Donald Sutherland como Patrick "Tripp" Darling III – Dirty Sexy Money (ABC)                  | Melhor Atriz Secundária em Televisão Samantha Morton como Myra Hindley – Longford (HBO) - Rachel Griffiths como Sarah Walker – Brothers & Sisters (ABC) - Katherine Heigl como Dra. Izzie Stevens – Grey's Anatomy (ABC) - Jaime Pressly como Joy Turner – My Name Is Earl (NBC) - Rose Byrne como Ellen Parsons – Damages (FX) - Anna Paquin como Elaine Goodale – Bury My Heart at Wounded Knee (HBO)                                   |
| Melhor Minissérie ou Filme para televisão Longford (HBO) - Bury My Heart at Wounded Knee (HBO) - The Company (TNT) - Five Days (HBO) - The State Within (BBC America) | |